# Nick D'Virgilio
Nick D'Virgilio (* 12. listopadu 1968) je americký bubeník, zpěvák a multiinstrumentalista. V letech 1992–2011 byl členem progresivní rockové skupiny Spock's Beard, nejprve jako bubeník a později i jako zpěvák. V roce 1997 byl jedním ze dvou bubeníků, kteří ve skupině Genesis nahradili Phila Collinse; rovněž se s druhým bubeníkem (Nir Zidkyahu) střídal na jejich albu Calling All Stations.
Působil též s několika dalšími skupinami jako Tears for Fears a Mystery. Od roku 2010 působí ve skupině Big Big Train a od roku 2023 působí ve skupině Mr. Big.

## Diskografie

### Sólová alba
- Karma (2001)
- Pieces (EP) (2011)
- Invisible (2020)

### Se Spock's Beard
Studiová alba
- The Light (1995)
- Beware of Darkness (1996)
- The Kindness of Strangers (1998)
- Day for Night (1999)
- V (2000)
- Snow (2002)
- Feel Euphoria (2003)
- Octane (2005)
- Spock's Beard (2006)
- X (2010)
- Noise Floor (2018)

| Koncertrní alba - Official Live Bootleg/The Beard Is out There (1996, recorded 1995) - Live at the Whisky and NEARfest (1999) - Don't Try This at Home (April 2000, recorded 1999) - Nick 'n Neal live in Europe - Two Separate Gorillas (October 2000) (From the Vaults, Series 2) - Don't Try This @ Home Either (2000, recorded 1999) (From the Vaults, Series 3) - There and Here (2000) (live – From the Vaults, Series 4) - The Beard Is Out There-Live (2003) - Gluttons for Punishment (2005) - Live (2008) - Snow Live (2017, recorded 2016) |

### S Big Big Train
- The Difference Machine (2007)
- The Underfall Yard (2009)
- Far Skies Deep Time (2010)
- English Electric Part One (2012)
- English Electric Part Two (2013)
- Make Some Noise (2013)
- English Electric: Full Power (2013)
- Wassail (2015)
- Folklore (2016)
- Grimspound (2017)
- The Second Brightest Star (2017)
- Grand Tour (2019)
- Common Ground (2021)
- Welcome to the Planet (2022)

### S The Fringe
- The Fringe (2016)

### Ostatní spolupráce
- Calling All Stations (1997) (s Genesis)
- Tomcats Screaming Outside (2001) (s Roland Orzabal)
- The Kaviar Sessions (2002) (s Kaviar)
- A Fair Forgery of Pink Floyd (2003) (Astronomy Domine) (s Mike Keneally Band)
- Dog (2004) (s Mike Keneally Band)
- Live in Athens (2005) (s Fates Warning)
- Secret World Live in Paris (2006) (Tears For Fears)
- Voice in The Light (2007) (s Amaran's Plight)
- A Tribute to the Lamb Lies Down on Broadway (2008) (s Rewiring Genesis)
- The Old Road (2008) (s Martin Orford)
- The Face of the Unknown (2010) (s Aeon Zen)
- The Philadelphia Experiment (2010) (s Frost)
- The World Is a Game (2012) (s Mystery)
- The Man Left in Space (2013) (s Cosmograf)
- Capacitor (2014) (s Cosmograf)
- The Lie of the Beholder (2014) (s Strattman)
- New World (2014) (s Dave Kerzner)
- The Unreasonable Silence (2016) (s Cosmograf)
- The Dreaming Street (2016) (s The Dreaming Street)
- Essential Blues (2017) (s Carl Verheyen)
- Jesus Christ The Exorcist (2019) (s Neal Morse)
- At the Edge of Light (2019) (s Steve Hackettem)
- Troika (2022) (s Neal Morsem a Ross Jenningsem)